# The Beatles’ Second Album
The Beatles’ Second Album  (englisch Das zweite Beatles-Album) ist das dritte in den USA veröffentlichte Album der britischen Band The Beatles. Es erschien am 10. April 1964. Es ist das zweite Album der Beatles, das von Capitol Records vertrieben wurde.

## Entstehung

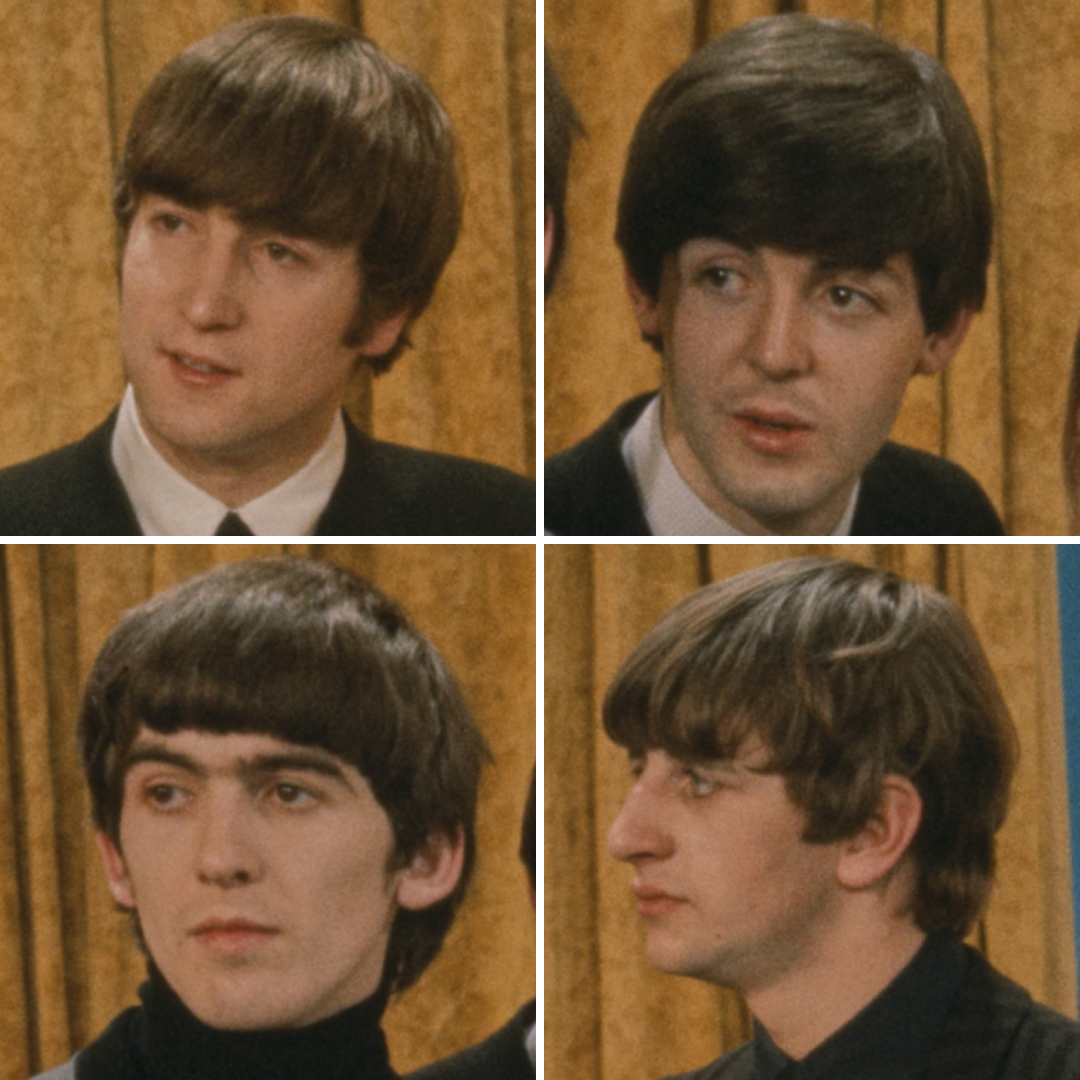
The Beatles, 1964

Am 10. Januar 1964 erschien in den USA das Album Introducing… The Beatles von Vee-Jay Records, zehn Tage später das Album Meet the Beatles!. Schon am 10. April 1964 folgte das dritte Album The Beatles’ Second Album, das aus der Sicht von Capitol Records das zweite Album der Beatles war.

The Beatles – Roll Over Beethoven

Das Album wurde von Dave Dexter Jr. zusammengestellt und enthält die restlichen fünf Lieder des britischen Albums With the Beatles, zwei Lieder von der EP Long Tall Sally (Long Tall Sally und I Call Your Name), die Single She Loves You / I’ll Get You (Veröffentlichung durch Swan Records) sowie die beiden Single-B-Seiten: Thank You Girl (Single-A-Seite: From Me to You, Veröffentlichung durch Vee-Jay Records) und You Can’t Do That (Single-A-Seite: Can’t Buy Me Love).
Während der Vorbereitungen für das Album war Capitol Records mit Vee-Jay Records in diverse Rechtsstreitigkeiten verwickelt, so dass Capitol darauf verzichtete, Lieder des Albums Introducing… The Beatles zu verwenden. Trotzdem wurde für das Album The Beatles’ Second Album der Titel Thank You Girl verwendet, für das Capitol Records eine Lizenz erwerben musste. Swan Records besaß nur das Recht, die Lieder She Loves You / I’ll Get You als Single zu vertreiben. So war es für Capitol Records möglich, die Nummer-eins-Single für das Album zu verwenden. Die beiden Lieder Long Tall Sally und I Call Your Name waren erst am 19. Juni 1964 in Großbritannien erhältlich.
Capitol Records begann ab The Beatles’ Second Album statt zwölf nur elf Lieder auf ihren Beatles-Kompilationsalben zu veröffentlichen, um Lizenzgebühren zu sparen. Diese Veröffentlichungspolitik wiederholte sich bei den Alben: Something New, Beatles ’65, Beatles VI, Yesterday and Today und Magical Mystery Tour.
The Beatles’ Second Album wurde das zweite Nummer-Eins-Album der Beatles in den USA. Es verblieb fünf Wochen auf dieser Chartposition. Am 2. Mai 1964 belegten die Beatles Platz 4 (Introducing… The Beatles), Platz 2 (Meet the Beatles!) sowie Platz 1 (The Beatles’ Second Album) der US-amerikanischen Billboard 200. Im Januar 1997 wurde das Album in den USA mit Doppel-Platin für zwei Millionen verkaufter Exemplare ausgezeichnet.
Das Album wurde in einer Mono- und in einer Stereoversion veröffentlicht. Die Monoversion des Albums ist teilweise die heruntergemischte britische Stereoversion. Für das Lied You Can’t Do That fertigte George Martin eine Mono-Abmischung für US-Veröffentlichungen an. Für Long Tall Sally und I Call Your Name wurden frühe Mono- und Stereoabmischungen verwendet. Die Lieder I’ll Get You und She Loves You sind die originalen britischen Monoversionen. 
Bei der überarbeiteten Stereoversion des Albums wurden keine Stereoabmischungen der Lieder She Loves You und I’ll Get You sondern sogenannte Duophonic-Abmischungen (Fake-Stereo), verwendet. Thank You Girl hat erstmals eine Stereoabmischung, die im Gegensatz zur Monoversion eine andere Mundharmonikabegleitung und Hall hat. Für Money (That’s What I Want) wurde ein neuer Stereo- und Monomix angefertigt
Das Album The Beatles’ Second Album wurde auch in Kolumbien und Kanada veröffentlicht.
Die Langspielplatte wurde mit einer vollständig anderen Covergestaltung für in Deutschland stationierte amerikanische und britische Militärangehörige hergestellt (Veröffentlichung: 13. Juli 1964, Katalognummer: Odeon ZTOX 5558) und erreichte Platz 50 der deutschen Album-Hitparade.
In Großbritannien wurde das Album Anfang 1965 für den Export hergestellt (Katalognummer: CPCS-102).

## Covergestaltung
Die zwölf Coverfotos für The Beatles’ Second Album stammen von Joe Covello. Sie entstanden im Februar 1964 (Ed Sullivan Show, Pressekonferenz am Kennedy Airport, Konzert im Washington Coliseum), als die Beatles eine Werbetour durch die USA absolvierten. Der Designer des Covers ist George Osaki.

## Titelliste
Die fett dargestellten Titel befinden sich auf dem Album With the Beatles.
| Nr. | Lied                        | Autor                      | Leadgesang           | Länge |
| --- | --------------------------- | -------------------------- | -------------------- | ----- |
| 01  | Roll Over Beethoven         | Chuck Berry                | Harrison             | 2:45  |
| 02  | Thank You Girl              | Lennon/McCartney           | Lennon und McCartney | 2:01  |
| 03  | You Really Got a Hold on Me | Smokey Robinson            | Lennon               | 3:01  |
| 04  | Devil in Her Heart          | Richard P. Drapkin         | Harrison             | 2:26  |
| 05  | Money (That’s What I Want)  | Janie Bradford/Berry Gordy | Lennon               | 2:49  |
| 06  | You Can’t Do That           | Lennon/McCartney           | Lennon               | 2:35  |

| Nr. | Lied               | Autor                                               | Leadgesang           | Länge |
| --- | ------------------ | --------------------------------------------------- | -------------------- | ----- |
| 07  | Long Tall Sally    | Enotris Johnson, Robert Blackwell, Richard Penniman | McCartney            | 2:03  |
| 08  | I Call Your Name   | Lennon/McCartney                                    | Lennon               | 2:09  |
| 09  | Please Mr. Postman | Garrett/Dobbins/ Brian Holland/ Gorman/Bateman      | Lennon               | 2:34  |
| 10  | I’ll Get You       | Lennon/McCartney                                    | Lennon               | 2:05  |
| 11  | She Loves You      | Lennon/McCartney                                    | Lennon und McCartney | 2:19  |

## Wiederveröffentlichung
Das Album The Beatles’ Second Album wurde im November 2004 als Bestandteil der Box The Capitol Albums Vol. 1 erstmals als CD veröffentlicht. Die CD enthält die Mono- und die Stereoversion des Albums. Im Januar 2014 wurde The Beatles’ Second Album als Teil der CD-Box The U.S. Albums erneut veröffentlicht, es erschien auch separat und enthält wiederum die Mono- und die Stereoversion des Albums. Während bei den Boxen The Capitol Albums Vol. 1 und Vol. 2 die originalen Submaster von Capitol Records und nicht die originalen Master der Abbey Road Studios verwendet wurden, wurden für die Alben der The U.S. Albums Box im Wesentlichen die im September 2009 veröffentlichten remasterten britischen Mono- und Stereobänder verwendet. Für die Lieder You Can’t Do That (Mono), Long Tall Sally (Mono) und I Call Your Name (Mono) wurden neue Abmischungen angefertigt. Das Album ist seit dem 17. Januar 2014 als Download bei iTunes erhältlich.

## Chartplatzierungen des Albums
| Album       | Album                     | Datum der Veröffentlichung | Datum der Veröffentlichung | Datum der Veröffentlichung | Beste Charts-Platzierung | Beste Charts-Platzierung | Beste Charts-Platzierung | Label Katalognr. | Label Katalognr.                       | Label Katalognr. |
| Typ         | Titel                     | GB                         | US                         | DE                         | GB                       | US                       | DE                       | GB               | US                                     | DE               |
| ----------- | ------------------------- | -------------------------- | -------------------------- | -------------------------- | ------------------------ | ------------------------ | ------------------------ | ---------------- | -------------------------------------- | ---------------- |
| Kompilation | The Beatles’ Second Album | –                          | 10. Apr. 1964              | –                          | n.v.                     | 1                        | 50 A2                    | –                | Capitol T 2080 (Mono) ST 2080 (Stereo) | –                |

## Auskopplungen

### Singles
| Single                       | Datum der Veröffentlichung | Datum der Veröffentlichung | Datum der Veröffentlichung | Beste Charts-Platzierung | Beste Charts-Platzierung | Beste Charts-Platzierung | Label Katalognr. | Label Katalognr.      | Label Katalognr. |
| A-Seite / B-Seite            | GB                         | US                         | DE                         | GB                       | US                       | DE                       | GB               | US                    | DE               |
| ---------------------------- | -------------------------- | -------------------------- | -------------------------- | ------------------------ | ------------------------ | ------------------------ | ---------------- | --------------------- | ---------------- |
| She Loves You / I’ll Get You | 23. Aug. 1963              | 16. Sep. 1963              | 31. Aug. 1963              | 01                       | 01 / –                   | 07 / –                   | Parlophone R5055 | Swan 4152             | Odeon O 22 554   |
| Roll Over Beethoven / Misery | –                          | 11. Okt. 1965              | –                          | n.v.                     | – / –                    | n.v.                     | –                | Capitol Starline 6065 | –                |

In Kanada veröffentlichte Singles wurden teilweise in die USA importiert. Zwei dieser Importe erreichten Chartplatzierungen, die Lieder von einer der beiden Singles befinden sich auf dem Album The Beatles’ Second Album:
| A-Seite / B-Seite                         | Veröff.      | Beste Pos. | Label Katalognr. |
| ----------------------------------------- | ------------ | ---------- | ---------------- |
| Roll Over Beethoven / Please Mr. Postmann | 9. Dez. 1963 | 68         | Capitol 72133    |

### Extended Plays (EPs)
| EP                  | EP                                                                | Datum der Veröffentlichung | Datum der Veröffentlichung | Datum der Veröffentlichung | Beste Charts-Platzierung | Beste Charts-Platzierung | Beste Charts-Platzierung | Label Katalognr. | Label Katalognr.   | Label Katalognr. |
| Titel               | Lieder A-Seite / B-Seite                                          | GB                         | US                         | DE                         | GB                       | US                       | DE                       | GB               | US                 | DE               |
| ------------------- | ----------------------------------------------------------------- | -------------------------- | -------------------------- | -------------------------- | ------------------------ | ------------------------ | ------------------------ | ---------------- | ------------------ | ---------------- |
| Four by the Beatles | Roll Over Beethoven; All My Loving / This Boy; Please Mr. Postman | –                          | 11. Mai 1964               | –                          | n.v.                     | 92                       | n.v.                     | –                | Capitol EAP-1-2121 | –                |

### US-Promotion-EPs
| Titel                                        | Inhalt                                                                                                | Veröff.   | Label Katalognr.   |
| -------------------------------------------- | --- | --------- | ------------------ |
| The Beatles’ Second Interview (USA-Promo EP) | Open End Interview / Roll Over Beethoven / Please Mr. Postman / Thank You Girl                        | Apr. 1964 | Capitol Pro-2598/9 |
| The Beatles’ Second Album (USA-Jukebox EP)   | Thank You Girl / Devil in Her Heart / Money / Long Tall Sally / I Call Your Name / Please Mr. Postman | Apr. 1964 | Capitol SXA-2080   |

## Verkaufszahlen und Auszeichnungen
| Land/Region               | Auszeichnungen für Musikverkäufe (Land/Region, Auszeichnung, Verkäufe) | Verkäufe  |
| ------------------------- | ---------------------------------------------------------------------- | --------- |
| Kanada (MC)               | Platin                                                                 | 100.000   |
| Vereinigte Staaten (RIAA) | 2× Platin                                                              | 2.000.000 |
| Insgesamt                 | 3× Platin ·                                                            | 2.100.000 |

## Japanische Veröffentlichung
In Japan erschien am 5. Juni 1964 als zweites Album The Beatles’ Second Album (Katalognummer ODEON OR-7058) ausschließlich in Mono. Das Album enthielt nicht nur 14 statt 12 Lieder – wie in den USA –, sondern auch eine andere Trackliste. Die Erstauflage der Langspielplatte wurde auf rotem Vinyl gepresst.

### Titelliste
Seite 1
1. Can’t Buy Me Love – 2:15
2. Do You Want to Know a Secret – 1:59
3. Thank You Girl – 2:01
4. A Taste of Honey – 2:05
5. It Won’t Be Long – 2:11
6. I Wanna Be Your Man – 1:59
7. There’s a Place – 1:53

Seite 2
1. Roll Over Beethoven – 2:48
2. Misery – 1:48
3. Boys – 2:28
4. Devil in Her Heart – 2:29
5. Not a Second Time – 2:03
6. Money (That’s What I Want) – 2:52
7. Till There Was You – 2:13

### Wiederveröffentlichung
Das Album The Beatles’ Second Album wurde im Juni 2014 als Bestandteil der Box The Japan Box erstmals als CD veröffentlicht. Die CD beinhaltet die Monoversion des Albums.